# The Lieutenant Governor
The Lieutenant Governor è un cortometraggio muto del 1915 scritto, diretto e interpretato da Joseph Byron Totten.

## Produzione
Il film fu prodotto dalla Essanay Film Manufacturing Company.

## Distribuzione
Distribuito dalla General Film Company, il film - un cortometraggio in due bobine - uscì nelle sale cinematografiche USA il 22 gennaio 1915.
Viene citato in Moving Picture World del 16 gennaio 1915.